# Тагле, Луис Антонио
Луи́с Анто́нио Гоким Та́гле (исп. Luis Antonio Gokim Tagle; род. 21 июня 1957, Манила, Филиппины) — филиппинский куриальный кардинал, один из наиболее известных представителей прогрессивного крыла Римско-католической церкви в Азии. Епископ Имуса с 22 октября 2001 по 13 октября 2011. Архиепископ Манилы с 13 октября 2011 по 8 декабря 2019. Префект Конгрегации Евангелизации Народов с 8 декабря 2019 по 5 июня 2022. Про-префект секции евангелизации Дикастерии по Евангелизации с 5 июня 2022. Кардинал-священник с титулом церкви Сан-Феличе-де-Канталиче-а-Ченточелле с 24 ноября 2012 по 1 мая 2020. Кардинал-епископ с титулом церкви Сан-Феличе-де-Канталиче-а-Ченточелле с 1 мая 2020 по 24 мая 2025. Кардинал-епископ Альбано с 24 мая 2025. 

## Биография

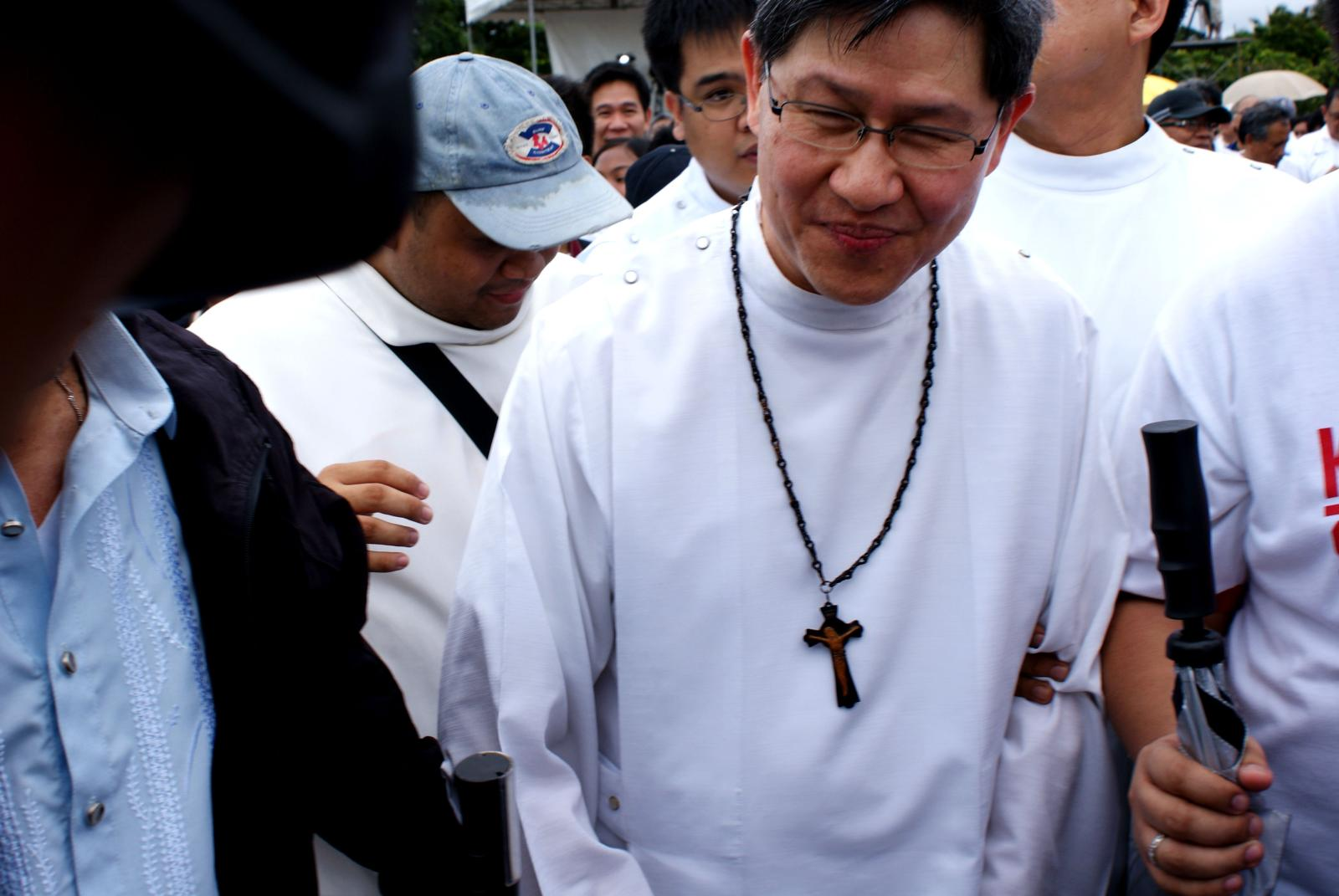
Тагле в парке Рисаль на «Марше протеста миллиона человек» (2013)

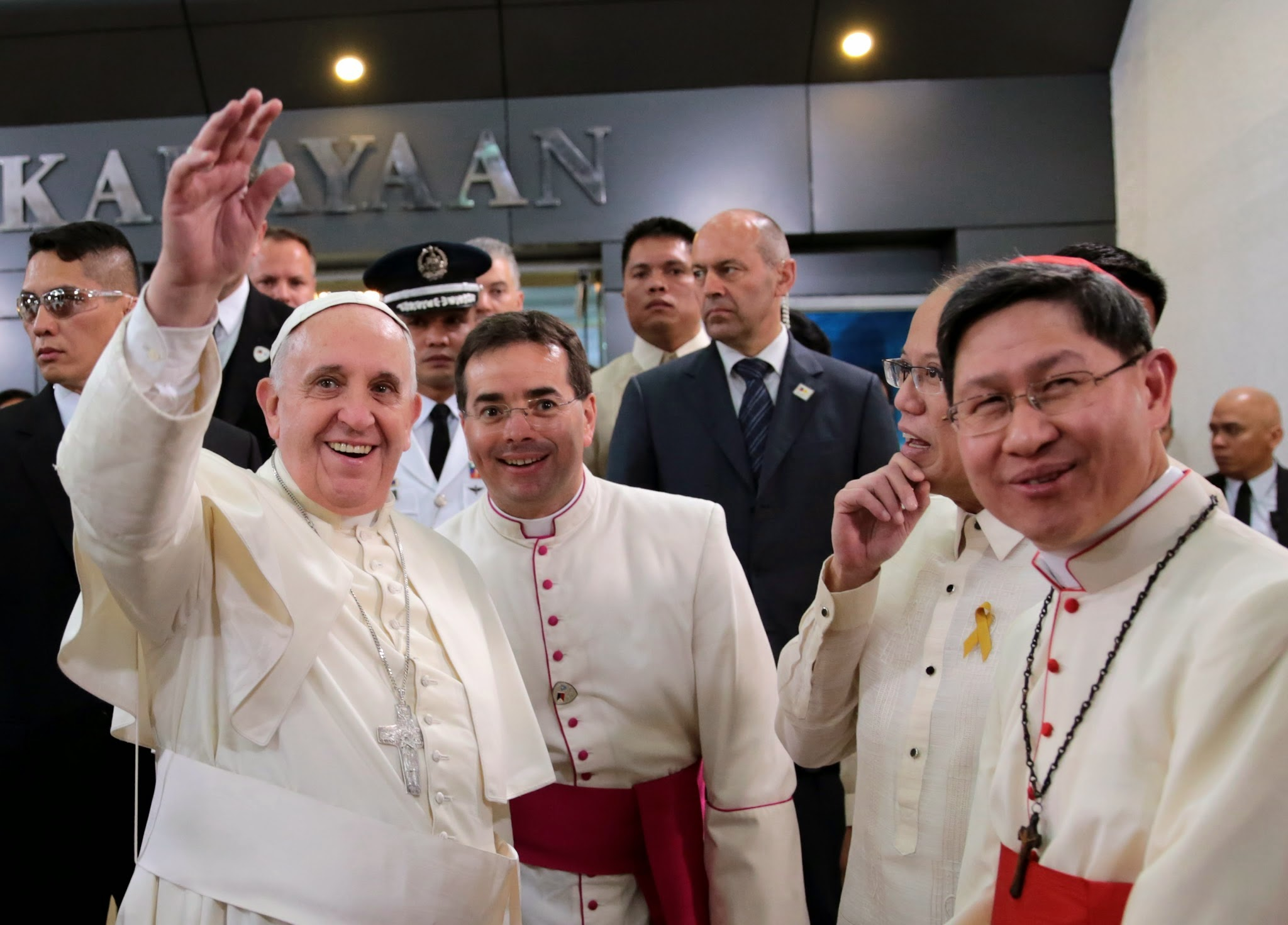
Тагле и президент Бенигно III Акино по прибытии Папы Франциска на Филиппины (январь 2015)

Родился в глубоко религиозной католической семье. Отец — тагал Мануэль Топасио Тагле, мать — Милагрос Гоким, китайского происхождения. С ранних лет Луис Антонио проявлял интерес к духовному служению. Он является носителем тагальского языка, свободно владеет английским и итальянским языками, читает на испанском, французском, корейском и латыни. В 1973 году под влиянием друзей-священников поступил в иезуитскую семинарию Сан-Хосе (Святого Иосифа), которая направила его в иезуитский университет Атенео-де-Манила. После получения степени бакалавра по богословию в 1977 году и магистра в Школе теологии Лойолы был рукоположён в священники 27 февраля 1982 года для епархии Имуса.
В 1987 году Тагле отправился на обучение в Католический университет Америки в Вашингтоне, где в 1991 году получил лиценциат и докторскую степень по богословию. Его диссертация под руководством Джозефа Комончака была посвящена теме коллегиальности епископата в учении и практике Павла VI в контексте Второго Ватиканского собора — этот вопрос оказал большое влияние на его взгляды и пастырский стиль. По оценке Комончака, Тагле был «одним из лучших студентов за более чем 40 лет преподавания» и «мог бы стать лучшим теологом на Филиппинах или даже во всей Азии», если бы его не назначили епископом.
В 1997 году он был назначен членом Международной богословской комиссии при Конгрегации доктрины веры, которую тогда возглавлял кардинал Йозеф Ратцингер (будущий Папа Бенедикт XVI). 4 октября 2001 года Папа Иоанн Павел II назначил Тагле епископом Имуса. 13 октября 2011 года Папа Бенедикт XVI назначил его на место кардинала Гауденсио Росалеса 32-м архиепископом Манилы — одной из важнейших кафедр Католической церкви в Азии. По словам Каталино Аревало, первого азиатского члена Международной теологической комиссии Ватикана, назначение Тагле было поддержано самим Росалесом и папским нунцием на Филиппинах Эдвардом Джозефом Адамсом, но некоторые возражения были представлены в Конгрегацию по делам епископов, что вызвало некоторую задержку в обработке его назначения.  Тагле был институционализирован в качестве архиепископа 12 декабря 2011 года, в праздник Богоматери Гваделупской и десятую годовщину его епископского посвящения. Он получил паллий, символ своей власти как митрополита-архиепископа, от Бенедикта XVI 29 июня 2012 года в Риме.
В ноябре 2012 года он был возведён в сан кардинала, став одним из самых молодых членов Коллегии кардиналов. В 2013 году он участвовал в Конклаве, на котором был избран Папа Франциск. В декабре 2019 года Папа Франциск назначил Тагле префектом Конгрегации евангелизации народов — одного из ключевых ведомств Римской курии, курировавшего миссионерскую деятельность Церкви в странах, где она ещё не полностью институционализирована. При преобразованнии её в Дикастерию по евангелизации в 2022 году Тагле стал про-префектом Секции первой евангелизации.
С 2015 года, сменив кардинала Оскара Родригеса Марадьягу, Тагле также возглавлял Caritas Internationalis — глобальную благотворительную организацию Католической церкви, работающую в сфере социальной справедливости, помощи беженцам, борьбы с бедностью и климатическими изменениями. В ноябре 2022 года Тагле и всё правление Каритас были уволены в результате внешнего расследования.

## Взгляды

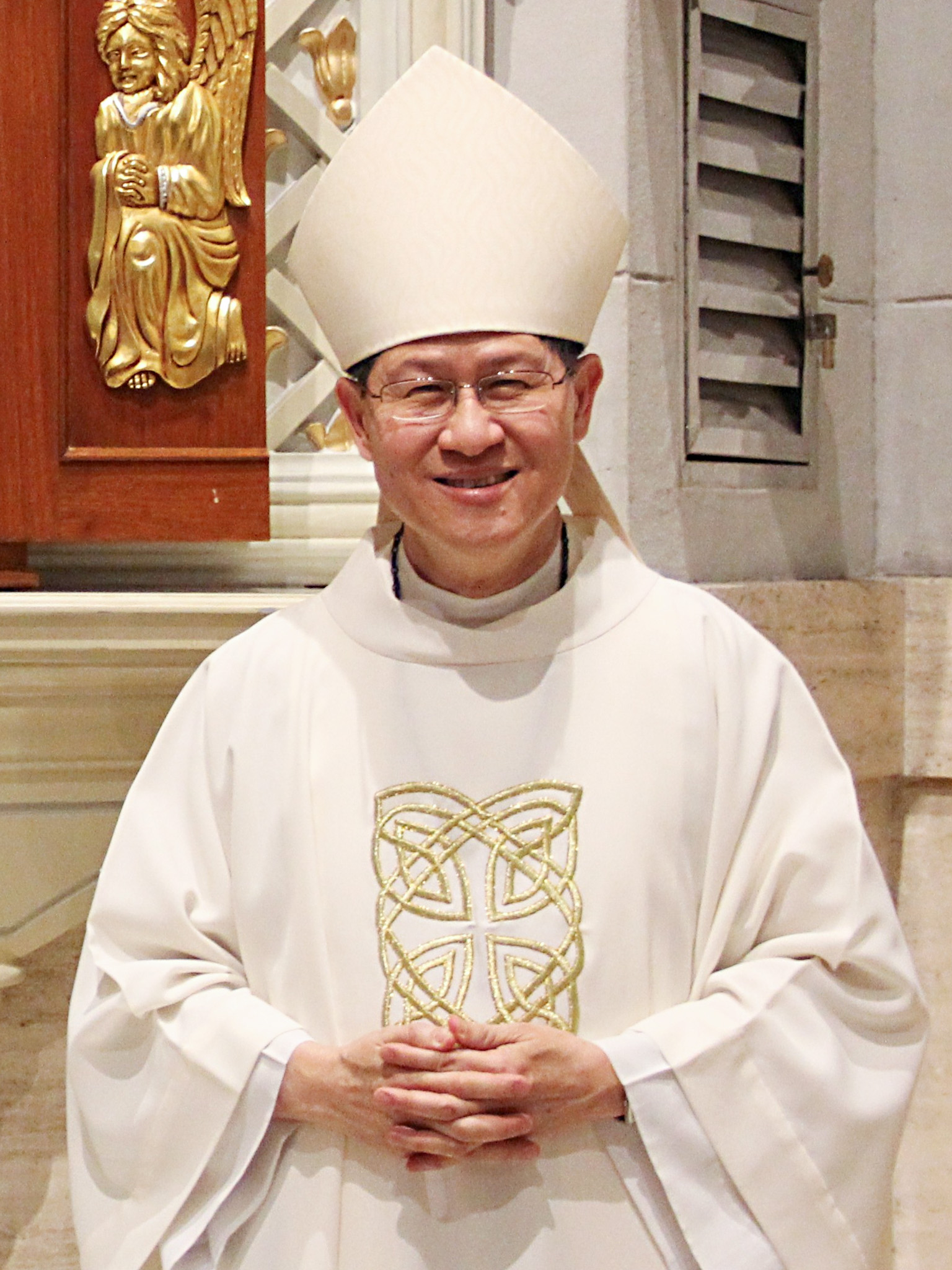
2016 год

Кардинал, предпочитающий, чтобы его называли по прозвищу «Чито», а не по его духовному титулу, принимал участие в решении многих социальных проблем на Филиппинах, уделяя особое внимание помощи бедным. Прозванный «Азиатским Франциском», он часто считается представителем прогрессивного крыла католицизма: он также выступает за «Церковь как слушающую мать», которая сопровождает, а не осуждает, акцентируя внимание на милосердии, социальной справедливости и солидарности. Одной из центральных тем в его служении стала борьба с неравенством, бедностью и социальным исключением. Тагле часто говорит от лица тех, кто находится на «периферии» — бедных, мигрантов, жертв насилия и торговли людьми. Он считает, что евангелизация невозможна без социальной вовлечённости, и что «Христос сам родился в бедности, чтобы быть близким к отверженным».
Он призывает к обновлению пастырской практики в духе синодальности и диалога, поддерживает межрелигиозное сотрудничество и критически относится к клерикализму. В его публичных выступлениях часто звучат призывы к экологической ответственности и защите человеческого достоинства. Защищая оппозицию церкви абортам, контрацепции и тому, что он называет «практическим атеизмом», Тагле вместе с тем критиковал католический клир за использование «резких слов» в адрес незамужних матерей, представителей ЛГБТ-сообщества или разведённых и вступивших в повторный брак католиков, которым, по его мнению, должно быть разрешено причащаться в каждом конкретном случае. Он активно критиковал совершаемое священниками сексуальное насилие, указывая, что типичное для азиатских традиций чинопочитание власти породило «культуру стыда», препятствующую разглашению таких случаев.
С 1995 по 2001 год Тагле был одним из более чем 50 членов редакционной коллегии пятитомной «Истории II Ватиканского собора» объёмом 2500 страниц. Завершенная после обсуждений на 14 международных конференциях с участием более 100 ученых, она рассматривается как основополагающая работа по этому событию. Вклад Тагле, написанный в 1999 году, когда он ещё не был епископом, представляет собой 66-страничную главу в четвёртом томе под названием «Ноябрьская буря: „Черная неделя“», которая охватывала последние дни третьей сессии Собора в 1964 году, когда ряд действий Папы Павла VI вызвали тревогу среди реформаторских сил. Оценки с разных сторон (например, от Агостино Маркетто и Ганса Кюнга) сочетали похвалу в адрес труда Тагле с некоторой критикой.
В Азии кардинал Тагле считается одним из наиболее харизматичных католических лидеров. Благодаря своей открытости, красноречию и умению сочетать богословскую глубину с простотой общения, Тагле приобрёл широкую популярность как в Церкви, так и за её пределами. Его имя не раз упоминалось в числе возможных преемников Папы Франциска, его называли папабилем во время опасений по поводу состояния здоровья Папы из-за пневмонии в феврале 2025 года.

## Конклав 2025 года
Участник Конклава 2025 года, где был избран папа Лев XIV. На конклаве считался одним из фаворитов конклава среди папабилей, но избран не был.

## Награды
- Орден Святого Гроба Господнего Иерусалимского:
  - Большой крест (24 ноября 2012 года)[14];
  - Командор со звездой (22 сентября 2010 года)[14].